# Havurah Lelimud Jahadut Bractwo Dla Poznawania Judaizmu
Havurah Lelimud Jahadut - Bractwo dla poznawania judaizmu – prawnie działający na terenie Polski związek wyznaniowy, zarejestrowany 26 kwietnia 1991, a obecnie wykreślony z rejestru Kościołów i innych związków wyznaniowych.
Związek został założony przez Jerzego Kichlera. Tworzył on wspólnotę wyznaniową trudniącą się promowaniem religii i narodowej kultury żydowskiej.